# 레일리-브레이스 실험
레일리-브레이스 실험 (Experiments of Rayleigh and Brace, 1902, 1904)은 길이 수축이 복굴절로 이어지는지 여부를 보여주기 위한 것이었다. 이 실험은 지구의 상대 운동과 v/c의 2차 크기를 감지할 수 있을 만큼 충분히 정확한 발광 에테르를 측정하는 최초의 광학 실험 중 일부였다. 결과는 부정적이었고, 이는 로렌츠 변환의 발전과 결과적으로 상대성 이론의 발전에 매우 중요했다. 특수 상대성 시험 기사도 참조.

## 실험
마이켈슨-몰리 실험의 부정적인 결과를 설명하기 위해 조지 피츠제럴드 (1889)와 헨드릭 로렌츠 (1892)는 고정된 에테르를 통해 움직이는 동안 물체가 수축된다는 수축 가설을 도입했다.
레일리 경 (1902)은 이 수축을 재료의 광학적 비등방성으로 이어지는 기계적 압축으로 해석하여 서로 다른 굴절률에 의하여 복굴절이 유발될 수 있도록 했다. 이 효과를 측정하기 위해 그는 길이 회전식 테이블에 76 cm의 튜브를 설치했다. 이 관은 끝이 유리로 막혀 있었고, 중황화탄소 또는 물로 채워져 있었고, 액체는 두 개의 니콜 프리즘 사이에 있었다. 액체를 통해 빛(전기 램프와 더 중요하게는 각광(limelight) 에 의해 생성됨)이 이리저리 전송되었다. 실험은 ⁠1/6000⁠ 반파장의 지연 즉 1.2×10−10 차수의 지연을 측정하기에 충분히 정확했다. 지구 운동에 대한 상대적인 방향에 따라, 복굴절로 인한 예상 지연은 10-8 차수 정도였으며, 이는 실험의 정확도 내에 있었다. 따라서 마이켈슨-몰리 실험과 트라우턴-노블 실험 이외에 v/c의 2차 차수의 크기를 감지할 수 있는 몇 안 되는 실험 중 하나였다. 그러나 결과는 완전히 부정적이었다. 레일리는 유리판 층으로 실험을 반복했지만(정밀도는 100배 감소했지만) 다시 부정적인 결과를 얻었다.
그러나 이러한 실험은 드윗 브리스톨 브레이스 (1904)에 의해 비판을 받았다. 그는 레일리가 수축의 결과( 10-8 대신에 0.5 ×10-8 )와 굴절률을 제대로 고려하지 않았기 때문에 결과가 결정적이지 않다고 주장했다. 따라서 브레이스는 훨씬 더 정밀한 실험을 수행했다. 그는 길이가 4.13 m, 폭이 15 cm, 깊이 27 cm이고 물로 채워져 있고 (실험에 따라) 수직 또는 수평 축을 중심으로 회전할 수 있는 장치를 사용했다. 태양광은 렌즈, 거울 및 반사 프리즘 시스템을 통해 물 속으로 향하여 7번 반사되어 28.5 m를 진행하도록 하였다. 이러한 방식으로, 7.8×10-13 차수의 지연이 관찰 가능했다. 그러나 브레이스도 부정적인 결과를 얻었다. 물 대신 유리를 사용한 또 다른 실험 장치(정밀도: 4.5 ×10-11 )에서도 복굴절의 징후가 나타나지 않았다.
복굴절의 부재는 처음에 브레이스에 의해 길이 수축에 대한 반박으로 해석되었다. 그러나 로렌츠 (1904)와 조지프 라모어 (1904)는 수축 가설이 유지되고 완전한 로렌츠 변환이 사용되면(즉, 시간 변환 포함) 부정적인 결과가 설명될 수 있음을 보여주었다. 게다가 알베르트 아인슈타인의 특수 상대성 이론(1905)에서처럼 상대성 원리가 처음부터 유효한 것으로 간주된다면 그 결과는 매우 분명한데, 이는 균등하게 이동하는 관측자는 자기 자신이 정지해 있는 것으로 고려하고, 따라서 결과적으로 자신의 움직임에 따른 효과를 경험하지 않게 되기 때문이다.  따라서 길이 수축은 움직이는 관찰자에 의해 측정될 수 없으며, 움직이지 않는 관찰자에 대한 시간 팽창으로 보완되어야 하며, 이는 이후에 트라우턴-랜카인 실험 (1908)과 케네디-손다이크 실험 (1932)에서도 확인되었다.

## 같이 보기
- 특수 상대성 이론의 역사

## 주요 자료
1. ↑  Lord Rayleigh (1902). “Does Motion through the Aether cause Double Refraction?”. 《Philosophical Magazine》 4: 678–683. doi:10.1080/14786440209462891.
2. ↑  Brace, DeWitt Bristol (1904). “On Double Refraction in Matter moving through the Aether”. 《Philosophical Magazine》 7 (40): 317–329. doi:10.1080/14786440409463122.
3. ↑  Lorentz, Hendrik Antoon (1904), “Electromagnetic phenomena in a system moving with any velocity smaller than that of light”, 《Proceedings of the Royal Netherlands Academy of Arts and Sciences》 6: 809–831
4. ↑  Larmor, Joseph (1904). “On the ascertained Absence of Effects of Motion through the Aether, in relation to the Constitution of Matter, and on the FitzGerald–Lorentz Hypothesis” (PDF). 《Philosophical Magazine》 7 (42): 621–625. doi:10.1080/14786440409463156.

## 보조 자료
1. ↑  Laub, Jakob (1910). “Über die experimentellen Grundlagen des Relativitätsprinzips”. 《Jahrbuch der Radioaktivität und Elektronik》 7: 405–463.
2. ↑  Whittaker, Edmund Taylor (1910). 《A History of the Theories of Aether and Electricity》 1. Ausgabe판. Dublin: Longman, Green and Co.